# Richard Horton
Pour les articles homonymes, voir Horton.
Richard Horton (né le 29 décembre 1961 à Londres) est le rédacteur en chef de The Lancet, un journal médical britannique, depuis 1995. 

## Biographie

### Jeunesse et études
Richard Horton naît à Londres, et a étudié à l'École secondaire de Bristol de 1973 à 1980, la Bristol Grammar School (en).
Entre 1980 à 1986, il étudie à l'Université de Birmingham, où il obtient son Baccalauréat universitaire en sciences en Physiologie en 1983, et un Bachelors of Medicine and Surgery en 1986.

### Carrière
Après avoir été médecin interne à Birmingham, il a rejoint l'unité du foie au Royal Free Hospital de Londres. En 1990, il devient rédacteur en chef adjoint du Lancet et en 1993, il déménage à New York en tant que rédacteur nord-américain Deux ans plus tard, il revient au Royaume-Uni pour devenir rédacteur en chef.
Horton a été chroniqueur médical pour The Observer et a écrit des articles pour le Times Literary Supplement et The New York Review of Books. 
En 2003, il a publié son livre sur les controverses en médecine moderne, Second Opinion: Doctors, Diseases and Decisions in Modern Medicine. 
En 2005, en tant que membre d'un groupe de travail mis en place par le Collège royal de médecine, il est l'auteur principal du rapport sur l'avenir du professionnalisme médical, Doctors in Society.
Horton est un défenseur de l'OMS. Il a coprésidé un groupe consultatif scientifique de l'OMS sur l'enregistrement des essais cliniques, a présidé le conseil d'administration du Health Metrics Network (en), a siégé au groupe de référence externe pour la stratégie de recherche de l'OMS et a été membre du conseil consultatif externe de la région européenne de l'OMS. 
Horton a été le premier président de la World Association of Medical Editors (en) et président du Council of Science Editors américain (2005-2006). 
En 2008, il a été nommé à un comité de recherche et de gestion analytique en tant qu'associé principal du Nuffield Trust. 
En 2011, il a été élu à l'Académie nationale de médecine des États-Unis. 
De 2011 à 2015, il a coprésidé le Groupe indépendant d'examen d'experts sur l'information et la responsabilisation pour la santé des femmes et des enfants.  
En 2016, il a été nommé par le Secrétaire général des Nations unies, Ban Ki-moon, au sein d'un groupe d'experts conseillant la Commission de haut niveau sur l'emploi dans le domaine de la santé et la croissance économique, coprésidé par les présidents François Hollande de France et Jacob Zuma d'Afrique du Sud.
En 2017, il a siégé au Groupe de travail de Haut-Commissariat des Nations unies aux droits de l'homme sur la santé et les droits fondamentaux des femmes, des enfants et des adolescents. La même année, il a rejoint le conseil d'administration de Médecins pour les droits de l'homme. 

## Prises de position

### Changement climatique
Quelques jours après la mobilisation mondiale initiée par le mouvement Extinction Rebellion, Horton a affirmé que les professionnels de la santé devraient s'impliquer directement.

### Refus derétractationde l'article sur les liens entre le vaccin et l'autisme
Le 28 février 1998, Horton a publié un article controversé d'Andrew Wakefield et de 12 coauteurs intitulé Ileal-lymphoid-nodular hyperplasia, non-specific colitis, and pervasive developmental disorder in children, suggérant que les vaccins pouvaient provoquer l'autisme. La publication du document a déclenché une forte baisse des vaccinations en Europe et en Amérique et dans les années suivantes dans le monde. 
Au Royaume-Uni, la Health Protection Agency a attribué une importante flambée de rougeole en 2008 et 2009 à une baisse simultanée du nombre d'enfants recevant le vaccin ROR. Des poches de rougeole, qui peuvent être mortelles, ont également surgi au Canada et aux États-Unis en raison du refus des parents de se faire vacciner. 
Horton a été fortement critiqué pour avoir refusé d'agir pendant près de 12 ans. Il a finalement été contraint de rétracter l'article du journal en février 2010 après que le General Medical Council (GMC), qui supervise les médecins en Grande-Bretagne, a déclaré qu'« il y avait une sélection biaisée de patients dans l'article du Lancet et que la conduite de Wakefield à cet égard était malhonnête et irresponsable ». 
Horton a défendu sa position en disant : « Je ne regrette pas d'avoir publié le document original de Wakefield. Les progrès de la médecine dépendent de la libre expression de nouvelles idées. J'ai travaillé au Royal Free de 1988 à 1990 et je l'ai rencontré à de nombreuses reprises ».

### Guerre à Gaza
En août 2014, The Lancet publie une lettre ouverte rédigé par l'universitaire Paola Manduca et 24 signataires critiquant la politique militaire d’Israël lié au blocus de Gaza en 2014 au nom de l'éthique de la profession médicale. Face aux critiques qui dénoncent des inexactitudes et des conflits d'intérêt,  Richard Horton en tant que rédacteur en chef refuse de rétracter la tribune. Par la suite, Richard Horton est invité à visiter l'hôpital israélien de Rambam et déclare qu'il "regrettait profondément, la polarisation complètement inutile que la publication de la lettre a provoquée" et "une réalité différente et les efforts humanitaires qu'Israël et ses équipes médicales font pour les réfugiés, les blessés syriens, les patients de Cisjordanie et de Gaza, et les populations nécessiteuses en Israël". 

### Covid-19
En juin 2020, il publie un ouvrage The COVID-19 Catastrophe: What’s Gone Wrong and How to Stop It Happening Again, paru aux éditions Polity Press (en) (non traduit en français) dans lequel il dénonce la faillite des exécutifs occidentaux face à la pandémie . Dans son ouvrage, il dénonce la défaillance des pays occidentaux. Au 31 janvier 2020, malgré le signalement de l’OMS qui qualifie l’épidémie « d’urgence de santé publique de portée internationale », il déclare « la plupart des pays occidentaux n’ont absolument rien fait ».
Dans un éditorial du 26 septembre 2020, Richard Horton déclare que la Covid-19 ne doit pas être considérée comme une pandémie mais plutôt comme une syndémie, c’est-à-dire la rencontre entre une maladie virale provoquée par le Sars-Cov2 et un ensemble de pathologies chroniques,. 
Début novembre 2020, lors d'une audition par la Commission spéciale Covid-19 de la Chambre en Belgique pour l'évaluation de la crise du Covid-19, il déclare « Tout comme au Royaume-Uni, le système politique belge a failli, il s’est planté. De ces 14 000 morts, la plupart auraient pu être évités », dénonçant l'inefficacité du système de santé belge en raison du morcellement politique du pays.
En juillet 2022 liée à un nombre croissant de publications liées à la pandémie de Covid-19, le facteur d’impact (FI) de certaines revues médicales a fait un bond inédit dont Le Lancet qui est passé de 79 en 2020 à 202 en 2021 selon le classement réalisé par Clarivate Analytics. Dans un article publié sur Elvisier, Richard Horton explique ce phénomène du fait, que la revue a été le premier journal à signaler l'épidémie à Wuhan, en Chine, en janvier 2020 (un article qui par la suite a incité le cofondateur de BioNTech, Uğur Şahin, à s'orienter sur un axe de développement de ce qui allait devenir le vaccin BioNTech-Pfizer) et également avoir publié les résultats d'un essai randomisé d'un vaccin contre l'infection par le SARS-CoV-2 (le vaccin Oxford-AstraZeneca). Il assume cette démarche de « science compétitive » à travers cet indicateur qui correspond selon lui au « monde réel » tout en associant cette réussite à une logistique via un serveur de pré-publication, la force de communauté médicale universitaire mondiale en publiant communément en langue anglaise ainsi qu'aux salariés de la revue.

### Vie privée
En 1998, Horton a épousé la pédiatre Ingrid Johanna Wolfe. Ils ont une fille.  

## Distinctions

### Prix et récompenses
- 2007 : Médaille Edinburgh (en)
- 2009 : Médaille Dean, de la Johns Hopkins Bloomberg School of Public Health (en)
- 2016 : Médaille Andrija Štampar, de l'Association of Schools of Public Health
- 2017 : Médaille Edwin Chadwick de la London School of Hygiene and Tropical Medecine[19]
- 2019 : Prix Roux[20]

### Sociétés savantes
- Fellow du Collège royal de médecine
- Fellow du Academy of Medical Sciences (en)

### Honneurs
- Doctorat honoris causa de l'Université de Tromsø